# Conquestador (1755)
Conquestador – hiszpański okręt zwodowany w 1755 roku.
Był to 60-działowy okręt liniowy. Przechwycony przez Royal Navy 13 sierpnia 1762 roku został przemianowany na HMS Conquestador. Od roku 1775 w porcie. W roku 1782 popadł w ruinę.